# Alexander Peden
Alexander Peden, surnommé le prophète Peden (Sorn 1626-26 janvier 1686) est un révérend écossais, une des figures principales du mouvement Covenanter en Écosse.

## Biographie
Né dans la ferme de Auchincloich près de Sorn en Ayrshire, il fait des études à l'université de Glasgow. Professeur à Tarbolton, il est ordonné prêtre à Galloway en 1660.

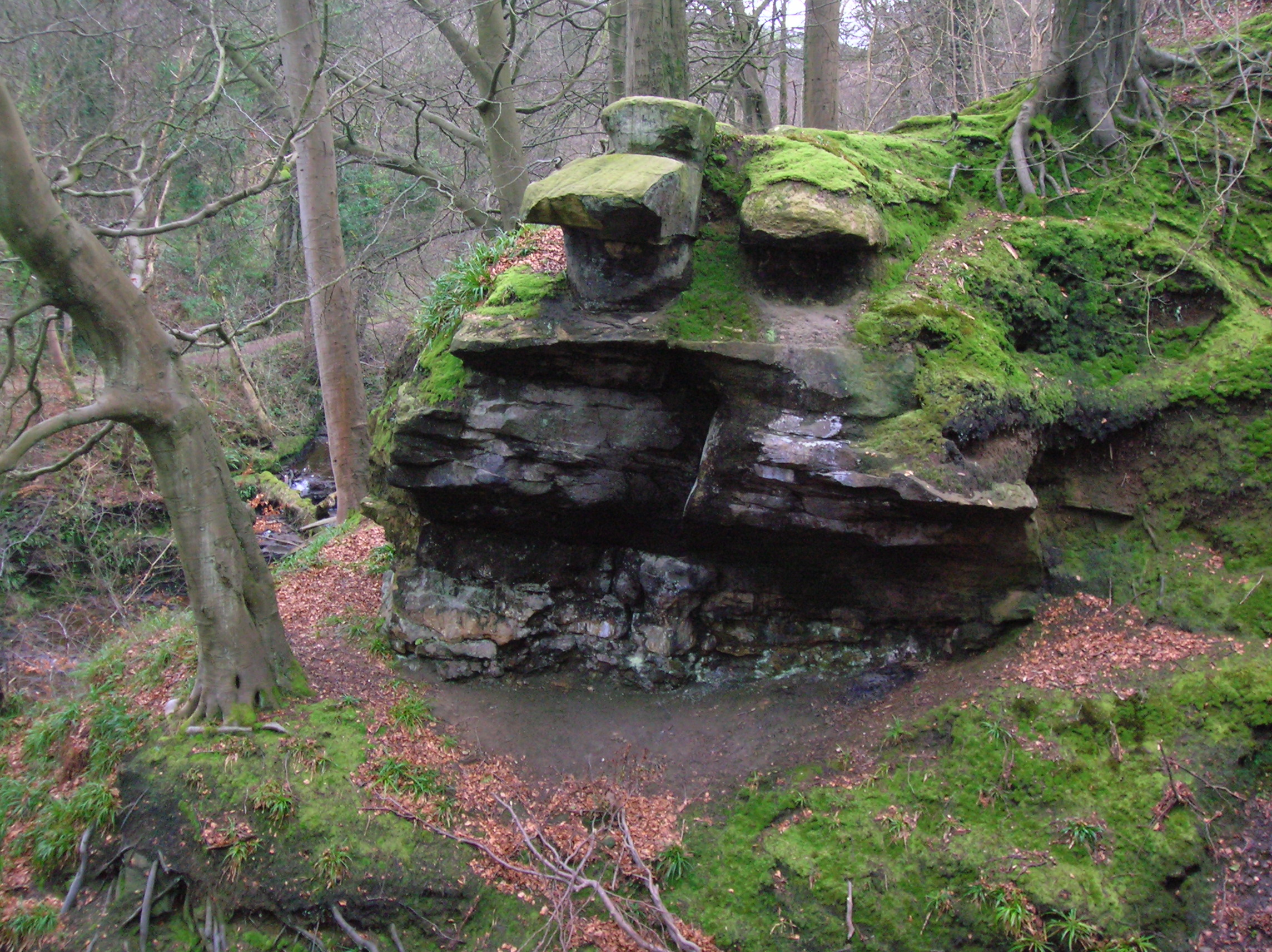
Pierre où préchait Peden

Lors de la Restauration anglaise, il est expulsé de sa paroisse (1663) et part en exil en Irlande où, pour ne pas être capturé, il porte un masque de tissu et une perruque, qui sont aujourd'hui conservés au Musée Royal d’Écosse à Édimbourg.
En juin 1673, il est fait prisonnier et condamné à quatre ans et trois mois d'emprisonnement à Bass Rock par le Conseil privé et à quinze autres mois à la Tolbooth d’Édimbourg.
En décembre 1678, il est exilé, avec soixante autres personnes, aux États-Unis pour servir dans les plantations. Le groupe d'exilés est cependant libéré par le capitaine du navire qui les transportaient, celui-ci n'approuvant pas le motif de la condamnation. Peden revient alors dans son pays et s'installe dans une grotte près de son village natal, puis à Auchinleck dans la ferme de son frère. Il y meurt épuisé par la misère et les privations. Inhumé dans le cimetière du village, son corps est exhumé six semaines plus tard pour être pendu. Toutefois, William Crichton, 2e comte de Dumfries, s'oppose à cette pendaison ; il est alors ré-enterré au pied de la potence. En 1891, un monument commémoratif est construit à cet endroit.

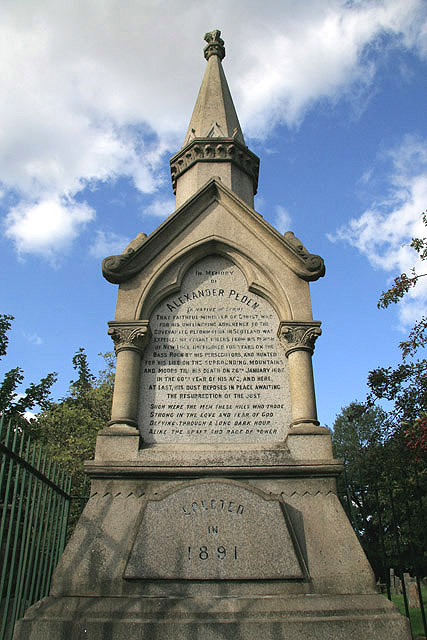
Mémorial Peden à Cumnock

## Hommage
Un monument, nommé Pierre Alexander Peden, est érigé vers 1866 sur la pierre qui aurait été utilisée comme socle par les prédicateurs.

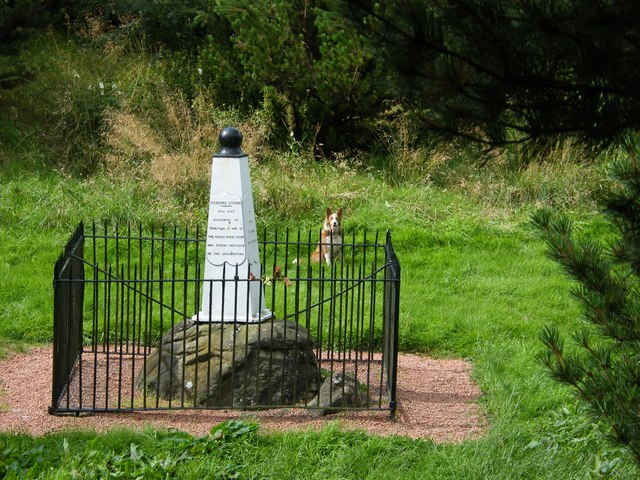
LAlexander Peden Stone

## Œuvres
- The Lord's Trumpet: Sounding an Alarm Against Scotland (publié en 1739)
- Caismeachd do dh' Albainn. Roimh-radh agus da shearmon (publié en 1838)